# Amyna tecta
Amyna tecta là một loài bướm đêm trong họ Noctuidae.